# Якуба Савадого
Якуба Савадого (фр. Yacouba Sawadogo) — фермер із Західної Африки, з Буркіна-Фасо який успішно використовує методи традиційного фермерства з області для відновлення ґрунту, пошкодженого спустелюванням та посухою. Він успішно впорався з опустелюванням і посухою навколо себе. Але не з соціальним девіантним середовищем і місцевим корумпованим адмініструванням. У Якубо вийшло те, що не виходило досі ні в кого і на що були кинуті сили і західна гуманітарна допомога — він зміг зупинити пустелю.

## Інформація
Докладніше: Сахель-посуха
У північних районах Буркіна-Фасо знаходиться пояс Сахелі, напівпосушлива область між Сахарою на північ до тропічних саван далі на південь. Область періодично страждає від посухи. Найнедавніша сильна посуха в цьому місці відбувалася протягом 1970-х років, в результаті виник голод, який вбив велику кількість людей. При тому, що ця місцевість в принципі сприятлива для землеробства, оскільки у цій смузі прилеглій до пустелі в принципі випадає багато дощів (від 100—350 мм на півночі — ця територія прямо примикає до Сахарі і до 300—600 мм на півдні сахельському поясі), приблизно стільки опадів у багатьох помірних широтах за рік, у тому числі в Україні. 80-90 % вологи не усмоктується в тверду землю і випаровується, через інтенсивне сонячне випромінювання.
Одним з наслідків посухи була ще більш широка поширеність території спустелювання. У поєднанні з іншими факторами, такими як надмірний випас худоби, поганого управління земельними ресурсами, і перенаселеності, посуха призвела до істотного збільшення безплідної землі, особливо на схилах, через порівняльні складнощі культивування похилої ділянки. Унаслідок непрофесійного оброблення ділянок, збільшилася ерозія та ущільнення ґрунту.

## Реабілітація ґрунтів
На полях проса і сорго висаджені дерева. Дерева творять дива. Температура тут дуже сильно відрізняється. Ліси діють як насос. Повітря надходить гарячим, але охолоджується в тіні і виходить свіжим. Коріння дерев допомагають зберегти в землі дощову воду, опале листя підвищує родючість ґрунтів, так що врожайність на цих землях буде тільки рости. (Якуба Савадого)
Разом з Матьє Уедраого, інший місцевій фермер-новатор, Якуба Савадого почав експериментувати з методами реабілітації пошкоджених земель приблизно в 1980 році. Він спирався на прості підходи традиційні для їх регіону: кам'яні кордони і отвори зай. І Савадого і Уедраого займалися розширенням та інформаційно-освітньою діяльністю з розповсюдження їх методів землеробства по всьому регіону.

### Кам'яні кордони
Кам'яні кордони — це тонкі лінії покладених каменів розміром з кулак, встановлені по полях. Мета їх створення полягає в тому, щоб сформувати водозбір. Коли дощ падає, він штовхає мул по всій твердій поверхні (схожій на корку), і вода випаровується у пустелі, не встигнувши засмоктатися у ґрунт, але коли мул накопичується у кордонах — усе змінюється. Кам'яні кордони уповільнюють потік води і дають йому більше часу за рахунок накопиченого мулу, щоб піти під землю, розчинивши сухий земляний шар-скоринку. Накопичений мул також забезпечує порівняно сприятливе місце для проростання насіння місцевих рослин. Рослини уповільнюють воду ще більше в свою чергу, а їх коріння розламує ущільнений ґрунт, тим самим роблячи його більш рихлим для більшого вбирання води.

### Отвори Зай
Докладніше: Зай (фр.)
Зай — це отвори, для збору води, але прийняли у сучасний час дещо інший поширений варіант використання. Також поруч традиційно висаджувалися дерева. Змішування дерев і орних угідь є давньою практикою в Західній Африці. Але ця практика була припинена коли колоніальні і корумповані уряди африканських країн експропріювали лісові угіддя. Більшість сучасних африканців вириваєї зай, щоб збирати воду для добування і солі. Це не сприяє покращенню ґрунтів, а навпаки — ще більше їх перетворює на пустку без життя. Традиційно вони були використані в обмеженій формі, щоб відновити безплідну землю. Якуба Савадого представив інновації, заповнюючи їх гноєм та іншими біологічними відходами, для того, щоб забезпечити джерело поживних речовин для рослин й утримати воду. Гній привертає термітів, чиї тунелі допомагають розрихлювати землю далі. Вони є аналогом дощового черв'яка, який створює родючий шар в більш вологих територіях. Він також збільшив розмір отворів на більші в порівнянні з традиційними. Отвори зай були використані, щоб допомогти вирощувати дерева, сорго, і просо. До нього ніхто не вигадував нічого подібного.
І практика створення «зай» відновлюється знову, більшим чином саме через діяльність та новації Якуби Савадого. І не тільки в Буркіна Фасо, а по всьому поясу Сахель. Підтвердженням цих тез є слова голландського географа Кріса Рейжа (Chris Reij), що працює в регіоні протягом тридцяти років. Він каже, що тільки ферми в Нігері виросли приблизно на 200 мільйонів дерев. «Це, ймовірно, найбільше екологічне перетворення у зоні Сахель. Тут в п'ятнадцять-двадцять разів більше дерев, ніж було в 1975 році, всупереч тому, у що більшість людей схильні вірити».

### Популяризація
Для просування цих методів, особливо отвори зай, Якуба Савадого проводить два рази на рік «базарні дні» на його фермі в селі Гоурга. Делегати із понад ста регіональних селищ приходять обмінятися зразками насіння, порадами, й учитися один у одного.
Якуба Савадого став також головним героєм документального фільму «Людина, яка зупинила пустелі» (англ. 'The Man Who Stopped the Desert') зробленого кінокомпанією «1080 Films», вперше показаного у Великій Британії навесні 2010 року.

## Конфлікт з урядом Буркіна-Фасо
За період більш ніж двох десятиліть роботи Якуба Савадого з отворами зай, дозволило йому створити лісопаркові зони розміром близько п'ятдесяти гектарів. Нещодавно ця область була приєднана до сусіднього міста Уахігуя, під егідою державної програми підвищення доходів для міст. Відповідно до положень програми, Якуба Савадого і його найближчі родичі, кожен має право на одну десяту 1 акра землі, і не отримують будь-якої іншої компенсації.
Савадого намагається за $20,000 (USD) придбати цю землю.

### Відео
- Трейлер стрічки «Людина, яка зупинила пустелю» [Архівовано 25 червня 2018 у Wayback Machine.] у мережі YouTube (англ.)